# Manchester City Women's Football Club
Maillots
Le Manchester City Women's Football Club est un club anglais féminin de football affilié à Manchester City FC. Le club est fondé en 1989. 2014 à la Women's Super League (D1 anglaise).

## Histoire
En 2013, alors que la Fédération crée la WSL 2, elle crée la polémique en décidant de promouvoir Manchester City en WSL aux dépens des Doncaster Rovers Belles, club historique du football féminin anglais relégué dans la 2e division nouvellement créée. Les Skyblues évoluent donc en WSL dès la saison 2014.
En 2015, Manchester City échoue à deux points de Chelsea dans sa quête du titre. Les Mancuniennes décrochent leur premier titre de WSL en 2016, en battant Chelsea en fin de saison. Elles sont cependant éliminées en demi-finales de FA Cup par les Londoniennes. À l'été 2016, le club recrute l'attaquante belge Tessa Wullaerts, en provenance du VfL Wolfsburg.
Lors de la saison 2016-2017, les Skyblues jouent leur première Ligue des Champions. Au mercato hivernal, l'américaine Carli Lloyd, considérée comme la meilleure joueuse du monde, débarque à Manchester City. Les Skyblues rejoignent les demi-finales de Ligue des Champions et échouent de peu face à l'Olympique Lyonnais, qu'elles battent à Lyon.
Les Citizens butent à nouveau sur l'Olympique Lyonnais en demi-finale de Ligue des Champions 2017-2018. Les Fenottes s'imposent 1 à 0 à Lyon après un score nul et vierge au match aller, signe que les Mancuniennes ont un niveau très proche des championnes d'Europe en titre. Le but de la victoire est inscrit par la latérale Lucy Bronze, qui avait quitté Manchester City pour l'Olympique Lyonnais à l'intersaison. Manchester City est le troisième club qui compte le plus d'internationales sélectionnées pour la Coupe du Monde féminine 2019.
Pour l'ouverture de la saison 2019-2020, Manchester City affronte son voisin Manchester United à l'Etihad Stadium. Devant une affluence record de 31 000 spectateurs, les Skyblues s'imposent 1 à 0 dans ce premier derby mancunien de l'histoire du football féminin. Manchester City est en tête du classement (avec un match en plus) lors de l'arrêt du championnat à cause de la pandémie de Covid-19. C'est finalement Chelsea qui remporte le titre, adjugé au prorata du nombre de points par match joué, laissant à Manchester City la place de dauphin.
En 2020, les Citizens remportent leur troisième FA Cup, la deuxième consécutive, en battant Everton en finale. Le club voit l'arrivée des championnes du monde américaines Rose Lavelle et Sam Mewis, qui débarquent en Europe à cause de l'arrêt de la NWSL américaine, ainsi que des anglaises Lucy Bronze (2e du Ballon d'Or 2019) et Alex Greenwood, de retour de l'Olympique Lyonnais.

## Palmarès
- Championnat d'Angleterre (1)
  - Champion : 2016
  - Vice-champion : 2015, 2017-2018, 2018-2019, 2019-2020, 2020-2021

- Coupe d'Angleterre (3)
  - Vainqueur : 2017, 2019 et 2020
  - Finaliste : 2022

- Coupe de la Ligue (3)
  - Vainqueur : 2016, 2019 et 2022
  - Finaliste : 2018

- Community Shield
  - Finaliste : 2020

## Parcours en Coupe d'Europe
Grâce à sa deuxième place en championnat acquise en 2015, Manchester City se qualifie pour la première fois en Ligue des Champions. Le club est éliminé deux saisons consécutives en demi-finales par l'Olympique Lyonnais, meilleur résultat du club en Europe.
| Saison    | Tour                       | Adversaire               | Aller | Retour | Score total |
| --------- | -------------------------- | ------------------------ | ----- | ------ | ----------- |
| 2016-2017 | 1/16 finale                | Zvezda 2005              | 2 - 0 | 0 - 4  | 6 - 0       |
| 2016-2017 | 1/8 finale                 | Brøndby IF               | 1 - 0 | 1 - 1  | 2 - 1       |
| 2016-2017 | 1/4 finale                 | Fortuna Hjørring         | 0 - 1 | 1 - 0  | 2 - 0       |
| 2016-2017 | 1/2 finale                 | Olympique Lyonnais       | 1 - 3 | 0 - 1  | 2 - 3       |
| 2017-2018 | 1/16 finale                | FSK St. Pölten-Spratzern | 0 - 3 | 3 - 0  | 6 - 0       |
| 2017-2018 | 1/8 finale                 | Lillestrøm               | 0 - 5 | 2 - 1  | 7 - 1       |
| 2017-2018 | 1/4 finale                 | Linköpings FC            | 2 - 0 | 3 - 5  | 7 - 3       |
| 2017-2018 | 1/2 finale                 | Olympique Lyonnais       | 0 - 0 | 1 - 0  | 1 - 0       |
| 2018-2019 | 1/16 finale                | Atlético de Madrid       | 1 - 1 | 0 - 2  | 1 - 3       |
| 2019-2020 | 1/16 finale                | FF Lugano 1976           | 1 - 7 | 4 - 0  | 11 - 1      |
| 2019-2020 | 1/8 finale                 | Atlético de Madrid       | 1 - 1 | 2 - 1  | 2 - 3       |
| 2020-2021 | 1/16 finale                | Kopparbergs/Göteborg FC  | 1 - 2 | 3 - 0  | 5 - 1       |
| 2020-2021 | 1/8 finale                 | Fiorentina               | 3 - 0 | 0 - 5  | 8 - 0       |
| 2020-2021 | 1/4 finale                 | FC Barcelone             | 3 - 0 | 2 - 1  | 2 - 4       |
| 2021-2022 | 2e tour de qualifications  | Real Madrid              | 1 - 1 | 0 - 1  | 1 - 2       |
| 2022-2023 | 1er tour de qualifications | Tomiris-Turan            | 6 - 0 | 6 - 0  | 6 - 0       |
| 2022-2023 | 1er tour de qualifications | Real Madrid              | 0 - 1 | 0 - 1  | 0 - 1       |

## Rivalités
City dispute le derby de Manchester face à United depuis la montée des Reds en première division en 2019.

## Liens
- Sites officiels : www.mancity.com/players/womens et www.mancity.com/news/womens
- Ressources relatives au sport :   - FBref
  - Soccerway